# Eriocnemis cupreoventris
Calçadinho-acobreado ou calçudo-de-barriga-bronzeada (Eriocnemis cupreoventris) é uma espécie de ave da família Trochilidae (beija-flores).
Pode ser encontrada nos seguintes países: Colômbia e Venezuela.
Os seus habitats naturais são: regiões subtropicais ou tropicais húmidas de alta altitude e campos de altitude subtropicais ou tropicais.
Esta espécie está ameaçada por perda de habitat.